# La mare de lloguer
La mare de lloguer (originalment en francès, Une mère en trop) és una pel·lícula dramàtica francesa del 2015, dirigida per Thierry Petit i escrita per Sarah Lévy i Daniel Tonachella, basant-se en una novel·la de Guy des Cars. El 2022 es va estrenar el doblatge en català a TV3.

## Sinopsi
Florence Varthy, filla del magnat de l'electrònica Jacques Varthy, apareix morta a dins del seu cotxe, aparcat al garatge de casa seva, a conseqüència d'una intoxicació per monòxid de carboni. La policia investiga el seu entorn i les circumstàncies dels últims dies de la víctima. La difunta i el seu marit, l'Eric, volien tenir un fill, però la Florence no podia concebre. La parella va descartar l'adopció perquè el pare de la Florence no hauria acceptat mai un net que no portés la seva sang i van recórrer a una solució poc ortodoxa: van fingir l'embaràs de la Florence i, amb l'ajuda d'una ginecòloga amiga de l'Eric, van buscar una mare de lloguer.

## Repartiment
- Thierry Godard
- Gwendoline Hamon
- Hortense Gélinet
- Anne Conti
- Robinson Stévenin
- Nicolas Grandhomme[3]